# تل الدلهمية
تل الدلهمية موقع أثري يقع على بعد 3 كم جنوب غرب بلدة رياق في محافظة البقاع.  ويعود تاريخه إلى العصر الحجري الحديث على الأقل.